# Agência Estatal de Meteorologia
A Agência Estatal de Meteorologia (AEMET) é um organismo público espanhol cujo objetivo básico é a prestação de serviços meteorológicos que sejam da competência do estado. Foi criada pelo Real Decreto 186/2008 de 8 de fevereiro de 2008, substituindo o antigo Instituto Nacional de Meteorologia. A agência está adstrita ao Ministério do Meio Ambiente através da Secretaria de Estado das Mudanças Climáticas.
Segundo o decreto que a criou, tem personalidade jurídica pública, património e tesouraria próprios, e autonomia de gestão dentro dos limites estabelecidos pela Lei de Agências Estatais. Além de exercer a autoridade meteorol´gica, representa a Espanha nos organismos internacionais de meteorologia, nomeadamente na Organização Meteorológica Mundial (OMM), Organização Europeia Para a Exploração de Satélites Meteorológicos (EUMETSAT) e o Centro Europeu de Previsões Meteorológicas a Médio Prazo.

## História
O Instituto Central Meteorológico foi criado pelo Real Decreto  de 12 de agosto de 1887, por proposta do Ministro de Fomento, Carlos Navarro Rodrigo, do Partido Liberal. Foi a primeira instituição dedicada ao serviço meteorológico em Espanha. Segundo o enunciado do decreto de fundação, o instituto devia ocupar-se «especialmente em calcular e anunciar o tempo provável aos portos e capitais de província, sem prejuízo dos demais trabalhos científicos e práticos que lhe encomendem». A criação do instituto foi promovida e impulsionada por Francisco Giner de los Ríos, fundador da Institución Libre de Enseñanza, no contexto do pensamento regeneracionista que pretendia recuperar o atraso da ciência em Espanha. O primeiro diretor do instituto foi o cientista Augusto Arcimís, que se manteve no cargo até ao seu falecimento em 1910. A sede escolhida para o instituto foi o edifício do "castelo", nos Jardins do Retiro de Madrid. sob diferentes denominações e dependência orgânica, a instituição tem desempenhado o papel de serviço meteorológico nacional.

## Sede, delegações e observatórios
A Agência Estatal de Meteorologia tem a sua sede institucional em Madrid. Além disso tem uma delegação em cada uma das comunidades autónomas. As dependências da agência nas cidades autónomas de Ceuta e Melilla estão adstritas à delegação da Andaluzia. A agência tem ainda um centro de investigação atmosférica em Izaña, Tenerife.
Em 2009 a agência tinha 90 observatórios meteorológicos com pessoal, 700 estações meteorológicas automáticas, 7 estações de sondas rádio em terra, uma no navio Esperanza del Mar, dois gabinetes meteorológicos móveis de defesa, uma rede de 15 radares meteorológicos, uma rede de deteção de raios com 15 detetores na Península Ibérica e 5 nas Ilhas Canárias e uma rede de 4 500 estações pluviométricas e termopluviométricas operadas por voluntários. O principal computador da agência, um  Cray X1E (modelo HIRLAM/AEMET) tem uma potência de cálculo de 2 380 Gflops de pico e 1 800 Gflops máxima. A velocidade de cálculo sustentada deste computador numérico para previsão meteorológica é próxima dos 700 Gflops.
A agência recebe imagens e dados dos satélites geoestacionários METEOSAT, GOES-este e dos satélites de órbita polar TIROS-NOAA e MetOp.
Em 2009 a AEMET tinha mais de 1 400 colaboradores, dos quais 69% trabalhavam nos diveresos centros meteorológicos territoriais espalhados pelo país e 31% na sede a agência. O orçamento desse ano foi de 112 445 000 euros.